# Babokerong
Babokerong is een bestuurslaag in het regentschap Lembata van de provincie Oost-Nusa Tenggara, Indonesië. Babokerong telt 875 inwoners (volkstelling 2010).